# Поліноми Ерміта
Поліноми Ерміта (англ. Hermite polynomials) — ортогональні поліноми, що використовуються в теорії ймовірностей, математичній фізиці при розв'язку рівняння дифузії, чисельному аналізі та квантовій механіці (як власні функції квантового гармонічного осцилятора). Названі на честь французького математика Шарля Ерміта, який ввів їх в 1864 році.

## Визначення

Графіки поліномів Ерміта порядку

Поліномами Ерміта називається послідовність поліномів {\displaystyle H_{n}(x)},{\displaystyle n=0,1,...}, що задовольняють співвідношенню:

{\displaystyle e^{tx-{\frac {t^{2}}{2}}}=\sum _{n=0}^{\infty }H_{n}(x){\frac {t^{n}}{n!}}},

з якого випливає

{\displaystyle H_{n}(x)=(-1)^{n}e^{\frac {x^{2}}{2}}{\frac {d^{n}}{dx^{n}}}\left(e^{-{\frac {x^{2}}{2}}}\right)}.

Таке означення здебільшого використовується в теорії ймовірностей. У фізиці (здебільшого в квантовій механіці) використовують наступне означення:

{\displaystyle H_{n}^{*}(x)=(-1)^{n}e^{x^{2}}{\frac {d^{n}}{dx^{n}}}\left(e^{-{x^{2}}}\right)}.

Зв'язок між «фізичними» та «ймовірнісними» поліномами Ерміта здійснюється через наступне рівняння:
{\displaystyle H_{n}^{*}(x)=2^{\frac {n}{2}}H_{n}({\sqrt {2}}x)}.

В цій статті будуть використовуватися «ймовірнісні» поліноми (якщо не зазначено інше).
Явні вирази перших одинадцяти поліномів Ерміта мають такий вигляд:
{\displaystyle H_{0}(x)=1\,}
{\displaystyle H_{1}(x)=x\,}
{\displaystyle H_{2}(x)=x^{2}-1\,}
{\displaystyle H_{3}(x)=x^{3}-3x\,}
{\displaystyle H_{4}(x)=x^{4}-6x^{2}+3\,}
{\displaystyle H_{5}(x)=x^{5}-10x^{3}+15x\,}
{\displaystyle H_{6}(x)=x^{6}-15x^{4}+45x^{2}-15\,}
{\displaystyle H_{7}(x)=x^{7}-21x^{5}+105x^{3}-105x\,}
{\displaystyle H_{8}(x)=x^{8}-28x^{6}+210x^{4}-420x^{2}+105\,}
{\displaystyle H_{9}(x)=x^{9}-36x^{7}+378x^{5}-1260x^{3}+945x\,}
{\displaystyle H_{10}(x)=x^{10}-45x^{8}+630x^{6}-3150x^{4}+4725x^{2}-945\,}
Загальний вираз для поліномів Ерміта має вигляд
{\displaystyle H_{n}(x)=\sum _{j=0}^{[n/2]}{\frac {(-1)^{j}}{2^{j}}}{\frac {n!}{j!(n-2j)!}}x^{n-2j}=x^{n}-{\frac {n(n-1)}{2}}x^{n-2}+{\frac {1}{4}}{\frac {n(n-1)(n-2)(n-3)}{2}}x^{n-4}-\ldots ,}

## Властивості
Поліном {\displaystyle H_{n}(x)} містить члени лише тієї ж парності, що й саме число {\displaystyle n}:
{\displaystyle H_{2n}(-x)=H_{2n}(x),~~H_{2n+1}(-x)=-H_{2n+1}(x),~~~n=0,1,2,\ldots }.
При {\displaystyle x=0} мають місце такі співвідношення:
{\displaystyle H_{2n}(0)={\frac {(-1)^{n}}{2^{n}}}{\frac {(2n)!}{n!}},~~H_{2n+1}=0,~~~n=0,1,2,\ldots }.
Рівняння {\displaystyle H_{n}(x)=0} має {\displaystyle n} дійсних коренів, що є попарно симетричними відносно початку системи координат і модуль жодного з них не перевищує величини {\displaystyle {\sqrt {n(n-1)/2}}}. Корені полінома {\displaystyle H_{n}(x)=0} чергуються з коренями полінома {\displaystyle H_{n+1}(x)=0}.
Поліном {\displaystyle H_{n}(x)} можна представити у вигляді визначника матриці {\displaystyle n\times n}:
{\displaystyle H_{n}(x)=\left|{\begin{array}{cccccc}x&n-1&0&0&\cdots &0\\1&x&n-2&0&\cdots &0\\0&1&x&n-3&\cdots &0\\\cdots &\cdots &\cdots &\cdots &\cdots &\cdots \\0&0&0&0&\cdots &x\end{array}}\right|}

### Формула додавання
Має місце наступна формула додавання поліномів Ерміта:
{\displaystyle {\frac {(a_{1}^{2}+a_{2}^{2}+\cdots +a_{n}^{2})^{\frac {\mu }{2}}}{\mu !}}H_{\mu }\left[{\frac {a_{1}x_{1}+a_{2}x_{2}+\cdots a_{n}x_{n}}{\sqrt {a_{1}^{2}+a_{2}^{2}+\cdots +a_{n}^{2}}}}\right]=\sum _{m_{1}+\cdots +m_{n}=\mu }{\frac {a_{1}^{m_{1}}}{m_{1}!}}\cdots {\frac {a_{n}^{m_{n}}}{m_{n}!}}H_{m_{1}}(x_{1})\cdots H_{m_{n}}(x_{n})~.}
Частковими випадками такої формули є такі:
- {\displaystyle a_{1}=a_{2}=\cdots =a_{n}=1}, {\displaystyle x_{1}=x_{2}=\cdots =x_{n}}. Тоді

{\displaystyle n^{\frac {\mu }{2}}H_{\mu }({\sqrt {n}}x)=\sum _{m_{1}+\cdots +m_{n}=\mu }{\frac {\mu !}{m_{1}!\cdots m_{n}!}}H_{m_{1}}(x)\cdots H_{m_{n}}(x)}.
- {\displaystyle n=2}, {\displaystyle a_{1}=a_{2}=1}, {\displaystyle x_{1}={\sqrt {2}}x,~x_{2}={\sqrt {2}}y}. Тоді

{\displaystyle 2^{\mu }H_{\mu }(x+y)=\sum _{p+q+r+s=\mu }{\frac {\mu !}{p!~q!~r!~s!}}H_{p}(x)H_{q}(x)H_{r}(x)H_{s}(x)}.

## Диференціювання та рекурентні співвідношення
Похідна {\displaystyle k}-го порядку від полінома Ерміта {\displaystyle H_{n}(x)}, {\displaystyle n\geq k} також є поліномом Ерміта:

{\displaystyle {\frac {d^{k}}{dx^{k}}}H_{n}(x)=n(n-1)\cdots (n-k+1)H_{n-k}(x)~,}

звідки випливає співвідошення для першої похідної

{\displaystyle H'_{n}(x)={\frac {dH_{n}(x)}{dx}}=nH_{n-1}(x)}

та рекурентне співвідношення між трьома послідовними поліномами:
{\displaystyle H_{n}(x)-xH_{n-1}(x)+(n-1)H_{n-2}(x)=0~,~~n\geq 2}

## Ортогональність
Поліноми Ерміта утворюють повну ортогональну систему на інтервалі {\displaystyle ]-\infty ,+\infty [} з вагою {\displaystyle e^{-x^{2}/2}\,\!}:

{\displaystyle \int _{-\infty }^{\infty }H_{n}(x)H_{m}(x)\,e^{-x^{2}/2}\,dx=n!{\sqrt {2\pi }}~\delta _{\mathit {nm}}},
де {\displaystyle \delta _{mn}} — дельта-символ Кронекера.
Важливим наслідком ортогональності поліномів Ерміта є можливість розкладу різних функцій в ряди по поліномах Ерміта.
Для будь-якого невід'ємного цілого {\displaystyle p} справедливий запис
{\displaystyle {\frac {x^{p}}{p!}}=\sum _{k=0}^{k\leq p/2}{\frac {1}{2^{k}}}{\frac {1}{k!(p-2k)!}}H_{p-2k}(x).}
З нього випливає зв'язок між коефіцієнтами розкладу функції в ряд Маклорена {\displaystyle f(x)=\sum _{n=0}^{\infty }a_{n}x^{n}} та
коефіцієнтами розкладу цієї ж функції по поліномах Ерміта, {\displaystyle f(x)=\sum _{n=0}^{\infty }A_{n}H_{n}(x)}, що носять назву
співвідношень Нільса Нільсона:
{\displaystyle A_{n}={\frac {1}{n!}}\sum _{k=0}^{\infty }{\frac {1}{2^{k}}}{\frac {(n+2k)!}{k!}}a_{n+2k},~~~a_{n}={\frac {1}{n!}}\sum _{k=0}^{\infty }{\frac {(-1)^{k}}{2^{k}}}{\frac {(n+2k)!}{k!}}A_{n+2k}}
Наприклад, розклад функції Куммера матиме такий вигляд:
{\displaystyle {}_{1}F_{1}(\alpha ,\gamma ;x)=\sum _{n=0}^{\infty }{\frac {(\alpha ,n)}{(\gamma ,n)(1,n)}}{}_{2}F_{2}\left({\frac {\alpha +n}{2}},{\frac {\alpha +n+1}{2}};{\frac {\gamma +n}{2}},{\frac {\gamma +n+1}{2}};{\frac {1}{2}}\right)H_{n}(x),~~~(a,b)\equiv {\frac {\Gamma (a+b)}{\Gamma (a)}},}
де {\displaystyle {}_{2}F_{2}(a_{1},a_{2};b_{1},b_{2};x)} — узагальнена гіпергеометрична функція другого порядку, {\displaystyle \Gamma (x)} — гамма-функція.
Розклад функцій, що містять експоненту.
Для будь-якої функції, що записується як суперпозиція експонент
{\displaystyle f(x)=\sum _{k=1}^{p}c_{k}e^{\alpha _{k}x},}
можна записати наступний розклад по поліномах Ерміта:

{\displaystyle f(x)=\sum _{n=0}^{\infty }A_{n}H_{n}(x)~,~~~A_{n}={\frac {1}{n!}}\sum _{k=1}^{p}c_{k}\alpha _{k}^{n}e^{\frac {\alpha _{k}^{2}}{2}}~.}
Зокрема розклади відомих гіперболічних та тригонометричних функцій мають вигляд
{\displaystyle \cosh {tx}=e^{\frac {t^{2}}{2}}\sum _{n=0}^{\infty }{\frac {t^{2n}}{(2n)!}}H_{2n}(x),~~~\sinh {tx}=e^{\frac {t^{2}}{2}}\sum _{n=0}^{\infty }{\frac {t^{2n+1}}{(2n+1)!}}H_{2n+1}(x),}
{\displaystyle \cos {tx}=e^{-{\frac {t^{2}}{2}}}\sum _{n=0}^{\infty }(-1)^{n}{\frac {t^{2n}}{(2n)!}}H_{2n}(x),~~~\sin {tx}=e^{-{\frac {t^{2}}{2}}}\sum _{n=0}^{\infty }(-1)^{n}{\frac {t^{2n+1}}{(2n+1)!}}H_{2n+1}(x),}

## Повнота
Формула Кристоффеля-Дарбу для поліномів Ерміта має вигляд
{\displaystyle \sum _{i=0}^{n}{\frac {H_{i}(x)H_{i}(y)}{i!2^{i}}}={\frac {1}{n!2^{n+1}}}{\frac {H_{n}(y)H_{n+1}(x)-H_{n}(x)H_{n+1}(y)}{x-y}}.}
Більш того, наступна формула справджується і для узагальнений функцій
{\displaystyle \sum _{n=0}^{\infty }\psi _{n}(x)\psi _{n}(y)=\delta (x-y),}
де δ — дельта-функція Дірака, (ψn) функції Ерміта. Ця узагальнена формула слідує якщо покласти u → 1 у формулі Мелера, дійсній при −1 < u < 1:
{\displaystyle E(x,y;u):=\sum _{n=0}^{\infty }u^{n}\,\psi _{n}(x)\,\psi _{n}(y)={\frac {1}{\sqrt {\pi (1-u^{2})}}}\,\mathrm {exp} \left(-{\frac {1-u}{1+u}}\,{\frac {(x+y)^{2}}{4}}\,-\,{\frac {1+u}{1-u}}\,{\frac {(x-y)^{2}}{4}}\right),}
яку можна еквівалентно записати так
{\displaystyle \sum _{n=0}^{\infty }{\frac {H_{n}(x)H_{n}(y)}{n!}}\left({\frac {u}{2}}\right)^{n}={\frac {1}{\sqrt {1-u^{2}}}}\mathrm {e} ^{{\frac {2u}{1+u}}xy-{\frac {u^{2}}{1-u^{2}}}(x-y)^{2}}.}
Функція (x, y) → E(x, y; u) є густиною для міри Гауса на R2 яка є, коли u прямує до 1, дуже сконцентрованою біля лінії y = x, і сильно спадає поза нею. Тому
{\displaystyle \left\langle \left(\sum _{n=0}^{\infty }u^{n}\langle f,\psi _{n}\rangle \psi _{n}\right),g\right\rangle =\int \!\!\int E(x,y;u)f(x){\overline {g(y)}}\,\mathrm {d} x\,\mathrm {d} y\rightarrow \int f(x){\overline {g(x)}}\,\mathrm {d} x=\langle f,g\rangle ,}
коли ƒ, g є неперервними функціями на компактному носії. Це приводить до того, що ƒ може бути виражена через функції Ерміта у вигляді суми ряду векторів з L2(R), тобто
{\displaystyle f=\sum _{n=0}^{\infty }\langle f,\psi _{n}\rangle \psi _{n}.}
Щоб довести вищенаведену рівність для E(x, y; u), треба декілька разів використати Фур'є перетворення функції Гауса,
{\displaystyle \rho {\sqrt {\pi }}\,\mathrm {e} ^{-\rho ^{2}x^{2}/4}=\int \mathrm {e} ^{isx-s^{2}/\rho ^{2}}\,\mathrm {d} s,\quad \rho >0.}
Поліноми Ерміта можуть бути представлення у вигляді
{\displaystyle H_{n}(x)=(-1)^{n}\mathrm {e} ^{x^{2}}{\frac {\mathrm {d} ^{n}}{\mathrm {d} x^{n}}}{\Bigl (}{\frac {1}{2{\sqrt {\pi }}}}\int \mathrm {e} ^{isx-s^{2}/4}\,\mathrm {d} s{\Bigr )}=(-1)^{n}\mathrm {e} ^{x^{2}}{\frac {1}{2{\sqrt {\pi }}}}\int (is)^{n}\,\mathrm {e} ^{isx-s^{2}/4}\,\mathrm {d} s.}
З цим представленням для Hn(x) і Hn(y), можна бачити що
{\displaystyle {\begin{aligned}E(x,y;u)&=\sum _{n=0}^{\infty }{\frac {u^{n}}{2^{n}n!{\sqrt {\pi }}}}\,H_{n}(x)H_{n}(y)\,\mathrm {e} ^{-(x^{2}+y^{2})/2}\\&={\frac {\mathrm {e} ^{(x^{2}+y^{2})/2}}{4\pi {\sqrt {\pi }}}}\int \!\!\int {\Bigl (}\sum _{n=0}^{\infty }{\frac {1}{2^{n}n!}}(-ust)^{n}{\Bigr )}\,\mathrm {e} ^{isx+ity-s^{2}/4-t^{2}/4}\,\mathrm {d} s\,\mathrm {d} t\\&={\frac {\mathrm {e} ^{(x^{2}+y^{2})/2}}{4\pi {\sqrt {\pi }}}}\int \!\!\int \mathrm {e} ^{-ust/2}\,\mathrm {e} ^{isx+ity-s^{2}/4-t^{2}/4}\,\mathrm {d} s\,\mathrm {d} t,\end{aligned}}}
а це приводить до потрібного результату, якщо скористатися формулою перетворення Фур'є Гаусового ядра після виконання підстановки
{\displaystyle s={\frac {\sigma +\tau }{\sqrt {2}}},\qquad \qquad t={\frac {\sigma -\tau }{\sqrt {2}}}.}

## Диференціальні рівняння
Поліноми Ерміта {\displaystyle H_{n}(x)} є розв'язками лінійного диференціального рівняння:
{\displaystyle y''(x)-xy'(x)+ny(x)=0\,}
Якщо {\displaystyle n} є цілим числом, то загальний розв'язок вищенаведеного рівняння записується як
{\displaystyle y(x)=AH_{n}(x)+Bh_{n}(x)\,},
де {\displaystyle A,B} — довільні сталі, а функції {\displaystyle h_{n}(x)} називаються функціями Ерміта другого роду. Ці функції не зводяться до поліномів і їх можна виразити лише за допомогою трансцендентних функцій {\displaystyle e^{x^{2}/2}} та {\displaystyle \int _{0}^{x}e^{z^{2}/2}dz}.

## Представлення
Поліноми Ерміта допускають такі представлення:
{\displaystyle H_{n}(x)={\frac {n!}{2\pi i}}\oint _{\Gamma }{\frac {e^{zx-z^{2}/2}}{z^{n+1}}}\,dz}
де {\displaystyle \Gamma } — контур, що охоплює початок координат.
Інше представлення має вигляд:
{\displaystyle H_{n}(x)={\frac {1}{\sqrt {2\pi }}}\int _{-\infty }^{+\infty }(x+iy)^{n}e^{-{\frac {y^{2}}{2}}}dy}.

## Зв'язок з іншими спеціальними функціями
- Зв'язок з функцією Куммера:
{\displaystyle H_{2n}(x)={\frac {(-1)^{n}}{2^{n}}}{\frac {(2n)!}{n!}}~{}_{1}F_{1}\left(-n;{\frac {1}{2}};{\frac {x^{2}}{2}}\right)~,~~~H_{2n+1}(x)={\frac {(-1)^{n}}{2^{n}}}{\frac {(2n+1)!}{n!}}x~{}_{1}F_{1}\left(-n;{\frac {3}{2}};{\frac {x^{2}}{2}}\right)}
- Зв'язок з поліномами Лаґерра:
{\displaystyle H_{2n}(x)=(-2)^{n}\,n!\,L_{n}^{(-1/2)}(x^{2}/2)\,\!,~~~H_{2n+1}(x)=(-2)^{n}\,n!\,x\,L_{n}^{(1/2)}(x^{2}/2)\,\!}
- Твірна функція поліномів Ерміта має вигляд: {\displaystyle g(x,t)=\exp(-t^{2}+2tx)=\exp(x^{2})\exp[-(t-x)^{2}].} Для цієї функції {\displaystyle \exp(x^{2})\exp(-(1-x)^{2})=\sum _{n=0}^{\infty }{\frac {H_{n}(x)}{n!}}t^{n}.} Диференціювання {\displaystyle \sum _{n=0}^{\infty }{\frac {H_{n}(x)}{n!}}t^{n}} разів {\displaystyle n} по {\displaystyle t} для лівої частини дає {\displaystyle \exp(x^{2}){\frac {\partial ^{n}}{\partial t^{n}}}\exp[-(t-x)^{2}]=\exp(x^{2})(-1)^{n}{\frac {\partial ^{n}}{\partial x^{n}}}\exp[-(t-x)^{2}],} а праворуч {\displaystyle H_{n}(x)+H_{n+1}(x)t+H_{n+2}(x)t^{2}+...} Вважаючи {\displaystyle t=0,} {\displaystyle H_{n}(x)=(-1)^{n}\exp(x^{2}){\frac {d^{n}}{dx^{n}}}\exp(-x^{2}),}  оскільки {\displaystyle {\frac {\partial }{\partial t}}\exp[-(t-x)^{2}]={\frac {\partial }{\partial x}}\exp[-(t-x)^{2}].} Таким чином, {\displaystyle n}-диференціювання по {\displaystyle x} експоненційної функції {\displaystyle \exp(-x^{2})} приводить до поліномів Ерміта {\displaystyle H_{n}(x).}
- Рекурентне співвідношення. Продиференціюймо {\displaystyle g(x,t)=\exp(-t^{2}+2tx)=\exp(x^{2})\exp[-(t-x)^{2}]} по {\displaystyle t:}

{\displaystyle {\frac {\partial g}{\partial i}}=-2(t-x)g(x,t),}
{\displaystyle \sum _{n=1}^{\infty }{\frac {H_{n}(x)}{(n-1)!}}t^{n-1}+2(t-x)\sum _{n=0}^{\infty }{\frac {H_{n}(x)}{n!}}=0,}
{\displaystyle \sum _{n=0}^{\infty }[{\frac {H_{n+1}(x)}{n!}}-2x{\frac {H_{n}(x)}{n!}}+{\frac {2H_{n-1}(x)}{(n-1)!}}]t^{n}=0,}
та отримаймо
{\displaystyle H_{n+1}(x)-2xH_{n}(x)+2nH_{n-1}(x)=0.}
Із сказаного можна отримати диференціальне рівняння
{\displaystyle H_{n}^{\prime \prime }(x)-2xH_{n}(x)+2nH_{n}=0,\quad \quad n={\overline {0,1,2,...,}}}
яке є частковим рішенням лінійного диференціального рівняння другого порядку {\displaystyle H_{n}^{\prime \prime }(x)+2xH_{n}^{\prime }(x)+2nH_{n}(x)=0.}

## Застосування
- В квантовій механіці поліноми Ерміта входять до виразу хвильової функції квантового гармонічного осцилятора. В безрозмірних змінних рівняння Шредінгера, яке описує стани квантового гармонічного осцилятора, має вигляд:

{\displaystyle \left(-{\frac {d^{2}}{dx^{2}}}+x^{2}\right)\psi _{n}(x)=\lambda _{n}\psi _{n}(x)}.
Розв'язками цього рівняння є власні функції осцилятора, що відповідають власним значенням {\displaystyle \lambda _{n}=2n+1}. Нормовані на одиницю вони записуються як
{\displaystyle \psi _{n}(x)=e^{-{\frac {x^{2}}{2}}}{\frac {(-1)^{n}}{\sqrt {2^{n}n!{\sqrt {\pi }}}}}H_{n}^{*}(x)~,~~n=0,1,2,\dots ~}.
Зазначимо, що в даному виразі використовуються саме «фізичні» поліноми Ерміта {\displaystyle H_{n}^{*}(x)}.
- Поліноми Ерміта використовуються в розв'язку одновимірного рівняння теплопровідності {\displaystyle u_{t}-u_{xx}=0} на нескінченному інтервалі. Це рівняння має розв'язок у вигляді експоненційної функції {\displaystyle u(x,t)=e^{\alpha x+\alpha ^{2}t}}. Оскільки таку функцію можна представити у вигляді розкладу по поліномах Ерміта, а з іншого боку вона може бути розкладена в ряд Тейлора по {\displaystyle \alpha }:

{\displaystyle e^{\alpha x+\alpha ^{2}t}=\sum _{n=0}^{\infty }{\frac {\alpha ^{n}}{n!}}P_{n}(x,t)},
то функції {\displaystyle P_{n}(x,t)}, що є розв'язками рівняння теплопровідності і задовольняють початковій умові {\displaystyle P_{n}(x,t=0)=x^{n}}, виражаються через поліноми Ерміта наступним чином:
{\displaystyle P_{n}(x,t)=(i{\sqrt {2t}})^{n}H_{n}\left({\frac {x}{i{\sqrt {2t}}}}\right)={\frac {1}{\sqrt {4\pi t}}}\int _{-\infty }^{+\infty }e^{-{\frac {(x-y)^{2}}{4t}}}y^{n}dy}.
Для отримання останньої рівності було використано інтеграл Пуасона-Фур'є.
- В теорії ймовірностей поліноми Ерміта входять до так званих рядів Еджворта, які використовуються для наближення функції густини ймовірності через її кумулянти.

## Зовнішні посилання
- Eric W. Weisstein, Hermite Polynomial [Архівовано 21 липня 2008 у Wayback Machine.] (англ.) на сайті MathWorld [Архівовано 28 червня 2017 у Wayback Machine.].
- Module for Hermite Polynomial Interpolation by John H. Mathews